# Oxid kobaltnato-kobaltitý
Oxid kobaltnato-kobaltitý (chemický vzorec Co3O4) je jedním ze tří oxidů kobaltu. Jedná se o směsný oxid, který ve své struktuře obsahuje jednotky oxidu kobaltnatého CoO a oxidu kobaltitého Co2O3. Občas je možno vidět nesprávný zápis CoIICoIII2O4, který svádí k názvu dikobaltitan kobaltnatý, ale ze struktury jasně vyplývá, že se jedná o směsný oxid a nikoliv o kobaltitan, jehož vzorec lze rozepsat do podoby CoO•Co2O3. Jedná se o černou, antiferromagnetickou práškovitou látku, nerozpustnou ve vodě. Oxid lze připravit zahřátím oxidu kobaltnatého na teplotu nad 1 000 °C v atmosféře kyslíku. Rozklad oxidu kobaltnato-kobaltitého lze provést jeho zahřátím na teplotu 900 °C, kdy dojde k jeho rozkladu na oxid kobaltnatý. Jedná se tedy o zvratnou reakci, kterou dokumentuje následující rovnice:
2 Co3O4 ⇔ 6 CoO + O2